# Leucania orientasiae
Leucania orientasiae är en fjärilsart som beskrevs av Felix Bryk 1942. Leucania orientasiae ingår i släktet Leucania och familjen nattflyn. Inga underarter finns listade i Catalogue of Life.